# 플란데런의 정당
플란데런의 정당 목록이다. 현재 벨기에 플란데런은 다당제로 운영하고 있으며, 2001년에 설립된 신플람스 연맹과 1968년에 설립된 기독교민주당과 플람스가 있다.

## 주요 정당
- 신플람스 연맹 - 자유보수주의 정당
- 기독교민주당과 플람스 - 기독교 민주주의 정당
- 열린 플람스 자유민주당 - 자유주의, 사회자유주의 정당
- 다른 사회당 - 사회민주주의 정당
- 녹색당 - 녹색정치 정당
- 플람스의 이익 - 보수주의, 우익대중주의 정당

## 비주류 정당
- 자유주의, 직접, 민주주의 - 자유보수주의 정당
- NEE - 대중주의 정당
- 빨강! - 사회민주주의 정당
- ROSSEM - 자유주의 정당
- 프랑스어 연합 정당 - 프랑스계 소수 민족 정치 정당